# Anatoli Bogdanov (tir)
Pour les articles homonymes, voir Anatoli Bogdanov et Bogdanov.
Anatoli Ivanovitch Bogdanov (en russe : Анатолий Иванович Богданов), né le 1er janvier 1931 à Léningrad et mort le 30 septembre 2001 à Moscou, est un tireur sportif soviétique.

## Carrière
Anatoli Bogdanov participe aux Jeux olympiques de 1952 à Helsinki et remporte la médaille d'or dans l'épreuve de tir à la carabine à 300 mètres en 3 positions. Aux Jeux olympiques de 1956 à Melbourne, il remporte le titre en tir à la carabine à 50 mètres en 3 positions.